# Wegscheid (Alemanha)
Wegscheid é um município da Alemanha, situado no distrito de Passau, no estado da Baviera. Tem 80,68 km² de área, e sua população em 2019 foi estimada em 5.529 habitantes.